# Karmanica
Karmanica (ros. Карманица) – wieś w Rosji, w rejonie czerepowieckim obwodu wołogodzkiego. W 2021 r. była niezamieszkana.